# Бродокалмак
Бродокалмак (рос. Бродокалмак) — село у Красноармійському районі Челябінської області Російської Федерації.
Входить до складу муніципального утворення Бродокалмакське сільське поселення. Населення становить 3046 осіб (2010).

## Історія
Від 13 січня 1941 року належить до Красноармійського району Челябінської області.
Згідно із законом від 9 липня 2004 року органом місцевого самоврядування є Бродокалмакське сільське поселення.

## Населення
| 1959 | 2002  | 2010  |
| ---- | ----- | ----- |
| 5330 | ↘3491 | ↘3046 |